# Leptomesosa
Leptomesosa is een kevergeslacht uit de familie van de boktorren (Cerambycidae). De wetenschappelijke naam van het geslacht werd voor het eerst geldig gepubliceerd in 1938 door Breuning.

## Soorten
Leptomesosa omvat de volgende soorten:
- Leptomesosa cephalotes (Pic, 1903)
- Leptomesosa langana (Pic, 1917)
- Leptomesosa minor Breuning, 1974